# Kotel'niki (metropolitana di Mosca)
Kotel'niki (in russo Котельники?) è una stazione della Metropolitana di Mosca, capolinea meridionale della Linea Tagansko-Krasnopresnenskaja. Inaugurata nel 2015, la situazione è posta al confine tra il quartiere di Zhulebino e le città di Ljubercy e Kotel'niki, situate nella Oblast di Mosca.